# Bangiophycidae
Sous-classe
La sous-classe des Bangiophycidae est une sous-classe d’algues rouges de la classe des Bangiophyceae.

## Quelques caractéristiques
Ces algues rouges ont un cycle de vie digénétique, avec une alternance entre un gamétophyte de dimensions macroscopiques portant des organes sexuels produits en paquets, et un sporophyte filamenteux qui forme des conchospores localisées dans des rangs de cellules spécialisées.

## Liste des ordres
Selon AlgaeBase (7 août 2013), World Register of Marine Species (7 août 2013) et ITIS (15 janvier 2021) :
- ordre des Bangiales F.Schmitz
- ordre des Goniotrichales Skuja